# Microdrosophila korogo
Microdrosophila korogo är en tvåvingeart som beskrevs av Burla 1954. Microdrosophila korogo ingår i släktet Microdrosophila och familjen daggflugor.
Artens utbredningsområde är Elfenbenskusten. Inga underarter finns listade i Catalogue of Life.